# Herning
Herning este un oraș în Danemarca.

## Personalități născute aici
- Fie Woller (n. 1992), handbalistă;
- Mathilde Neesgaard (n. 1993), handbalistă.